# Scottish Claymores
Els Scottish Claymores van ser un club de futbol americà de les ciutats de Glasgow i Edimburg (Escòcia).

## Història
El club es creà l'any 1995 per a competir a la National Football League Europe. El seu nom, Claymores, prové d'un tipus d'espasa escocesa. El club començà disputant els seus partits al Murrayfield Stadium d'Edimburg, traslladant-se, posteriorment al Hampden Park de Glasgow. El seu més gran triomf fou l'obtenció de la World Bowl l'any 1996. L'any 2004, la NFL Europa va anunciar que l'equip deixaria de disputar la competició, essent reemplaçat pels Hamburg Sea Devils alemanys.

## Palmarès
- 1 títol de la World Bowl: 1996.
- 1 sot-campionat de la World Bowl: 2000.

## Entrenadors
- Lary Kuharich (1995) (no arribà a iniciar la temporada)
- Jim Criner (1995-2000)
- Gene Dahlquist (2001-2003)
- Jack Bicknell (2004)

## Jugadors destacats
- Joe Andruzzi (1998)
- Jim Ballard (1996, 1998)
- George Coghill (1995-1997)
- Scott Couper (1995-2001, 2003-2004)
- Dameyune Craig (1999)
- Kevin Daft (2000)
- Dante Hall (2001)
- Sean LaChapelle (1996)
- Blaine McElmurry (2000)
- Yo Murphy (1996-1997, 1999)
- Marco Rivera (1997)
- Noel Scarlett (2000)
- Donald Sellers (1999, 2000)
- Barry Sims (2001)
- Siran Stacy (1995-1997, 2000)
- Barry Stokes (1998-1999)
- Aaron Stecker (2000)
- Chris Ward (2000-2001, 2003)